# Qatrania
Qatrania — викопний рід приматів вимерлої родини Parapithecidae, що існував в олігоцені в Північній Африці. Рід відомий по скам'янілих нижніх щелепах та зубному матеріалі, що виявлений у піщаний відкладеннях формації Джебель Катрані на заході Єгипту.

## Види
- Qatrania fleaglei  Simons & Kay, 1988
- Qatrania wingi  Simons & Kay, 1983
- Qatrania basiodontos Simons et al. 2001